# 鄭士良

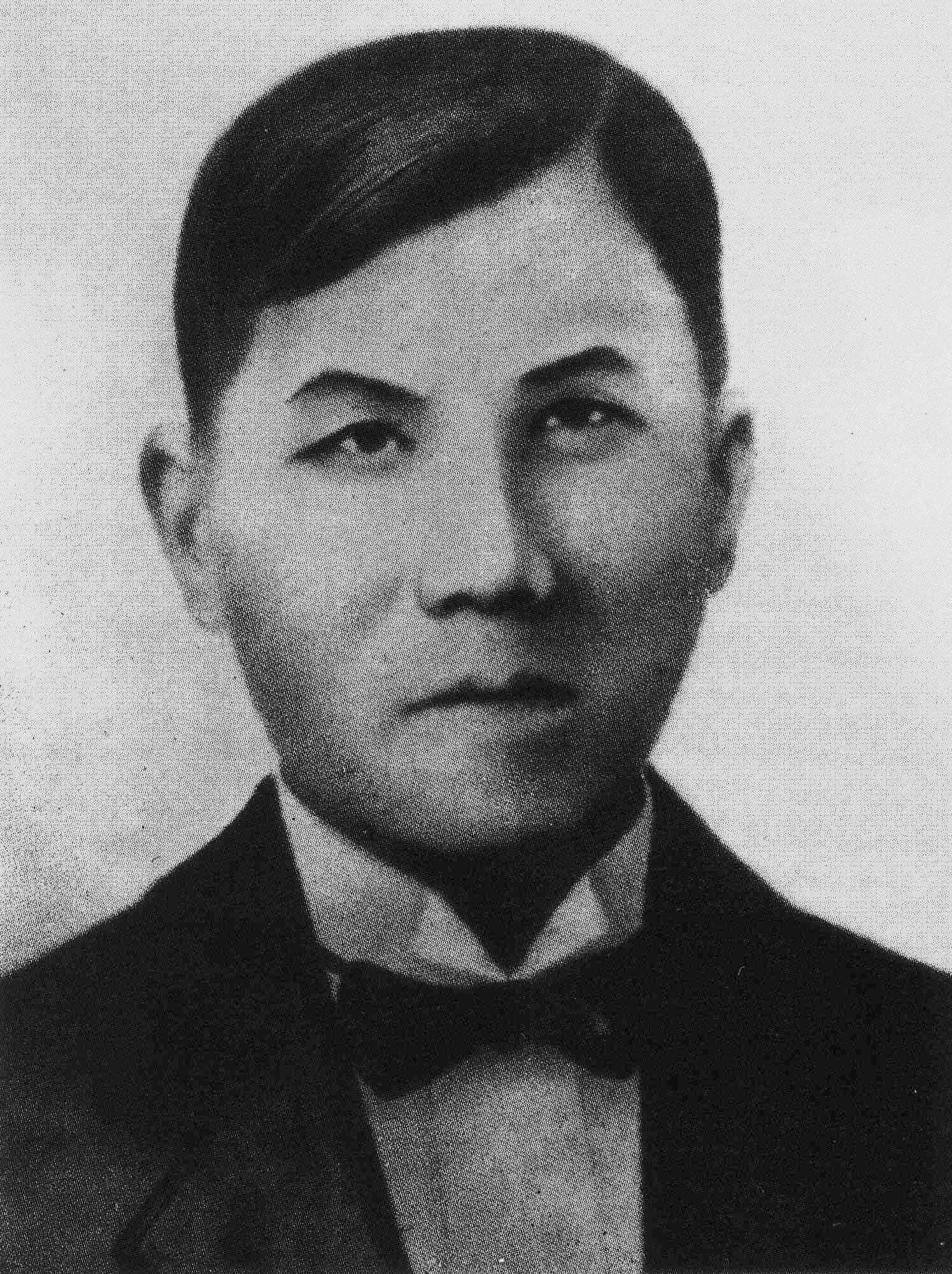
鄭士良

鄭士良（1863年—1901年8月27日），字弼臣，廣東惠陽人，清朝末年的革命烈士，曾參與由孫中山發起的初期革命運動。

## 生平
最早就學於廣州禮賢學校，轉入博濟醫院習醫，在校與孫中山同學。孫與基督徒同學鄭士良結為知己；鄭士良是上海富商之子，曾就讀於廣州德國教會學校，結交不少廣東會黨人士:37。
鄭士良曾加入三合會，為三合會地方首領。畢業後，鄭士良在淡水墟開設同生藥房，暗中聯絡會黨，為日後起事作準備。1893年參加在廣州廣雅書局內南園廣雅抗風軒的會議。1895年，在香港復設興中會分部，準備襲取廣州，然事機不密，清政府展開搜捕，陸皓東被捕，從容就義。第一次起義失敗後偕陳少白流亡至日本。1899年鄭士良參與成立興漢會（興中會、哥老會、三合會联合组成），推孫中山為會長。
1900年6月，義和團運動爆發，八國聯軍攻打北京。郑士良受孙中山委托，於10月8日募集志士六百餘人，在惠州三洲田（歸善、新安兩縣交界，是三合會會黨嘯聚之區）（今深圳鹽田三洲田村）起義，擊破清軍於鎮隆，擒新安縣丞杜鳳梧，連戰皆捷，占領新安、大鵬、平山，17日在永湖與清軍交戰告捷，20日崩岡墟又告捷，各地會黨群眾紛紛來投，革命軍增至二萬餘人，宿營白沙。後因日本政府之阻撓，孫中山向台灣總督兒玉源太郎接洽，請協助武器彈藥未果，餉械不濟，廣東巡撫德壽對三洲田進行包圍，鄭士良忍痛下令解散義軍，避往香港。其田園廬舍，被清廷沒收。
1901年8月27日在香港飲宴後返家途中中風暴卒，一說是被清廷手下下毒謀殺。於1902年8月20日由高法恩牧師主理落葬於香港薄扶林墳場，墓碑外形為聖十字架，並寫上鄭弼臣之名。